# Júlia Konishi Camargo Silva
Júlia Konishi Camargo Silva (* 26. Januar 2000) ist eine brasilianische Tennisspielerin.

## Karriere
Júlia Konishi Camargo Silva spielt hauptsächlich auf Turnieren der ITF Women’s World Tennis Tour, bei der sie bislang drei Titel im Doppel gewann.

## Turniersiege

### Doppel
| Nr. | Datum             | Turnier       | Kategorie | Belag     | Partnerin       | Finalgegnerinnen                | Ergebnis          |
| --- | ----------------- | ------------- | --------- | --------- | --------------- | ------------------------------- | ----------------- |
| 1.  | 23. November 2019 | Cancun        | ITF W15   | Hartplatz | Taylor Ng       | Elle Christensen Jwany Sherif   | 7:67 Aufgabe      |
| 2.  | 2. Oktober 2022   | Eldorado      | ITF W15   | Sand      | Emma Léné       | Luciana Blatter Tiziana Rossini | 6:2, 6:0          |
| 3.  | 14. Juni 2025     | Santo Domingo | ITF W35   | Hartplatz | Candela Vázquez | Esther Adeshina Sofia Cabezas   | 7:63, 4:6, [10:8] |